# Bienvenue à Halloween
Pour les articles homonymes, voir Halloween (homonymie).
This is Halloween
Bienvenue à Halloween (This is Halloween en anglais) est une chanson composée par Danny Elfman pour le film L'Étrange Noël de monsieur Jack. Une version démo figure sur l'édition spéciale de la bande originale de film. 

## Adaptations
La chanson a été adaptée de nombreuses fois pour les versions étrangères du film.
- en allemand sous le nom de Hier in Halloween
- en coreén sous le nom de 여긴 할로윈 (Yŏgin hallowin)
- en espagnol sous le nom de Esto es Halloween
- en français sous le nom de Bienvenue à Halloween
- en grec sous le nom de Όλα μια γιορτή (Óla mia ghiortí)
- en italien sous le nom de Questo è Halloween
- en japonais sous le nom de これがハロウィン (Kore ga harōin)
- en néerlandais sous le nom de Dit is Halloween
- en polonais sous le nom de Witaj w Halloween
- en portugais du Brésil sous le nom de Isso é Halloween
- en russe sous le nom de Это Хэллоуин (Eto Khellouin)
- en thaï  sous le nom de ในเมืองฮาโลวิน (Nı meụ̄xng ḥā lo win)

## Apparitions
La chanson a été chantée par Marilyn Manson en 2006 pour une réédition de la bande originale du film, Nightmare Revisited, sortie elle en 2008. Elle a également été reprise par Panic! at the Disco en 2006 aussi reprise par le groupe de métal français MZ

## Réutilisations
La chanson a de nombreuses fois été réutilisée, dans le domaine vidéo ludique par exemple, dans Just Dance 3 ou Kingdom Hearts.
La chanson est aussi diffusée dans les allées d'Europa-Park durant la période d'Halloween et ce dans différentes langues, comme l'anglais, l'allemand ou le français.